# Shin Dam-yeong
Dans ce nom coréen, le nom de famille, Shin, précède le nom personnel.
Pour les articles homonymes, voir Shin.
Shin Dam-yeong, née le 2 octobre 1993, est une footballeuse internationale sud-coréenne évoluant au poste de défenseure au Suwon UDC WFC. Elle fait également partie de l'équipe nationale depuis 2017.